# Cause for Alarm
Cause for Alarm va ser un grup de música hardcore punk fundat l'any 1982 a la ciutat de Nova York i dissolt el 1983, encara que reconstituït de forma puntual el 1994.

## Història
El grup va ser fundat el 1982 per Keith Burkhardt. Després d'uns primers concerts DIY el mateix any, va gravar un primer EP homònim als High Rise Studios, amb una tirada de 1000 unitats. Més endavant, Burkhardt va conèixer John Joseph McGowan, el cantant del grup Cro-Mags, que el va introduir en la filosofia Krixna. Llavors Burkhardt va voler fundar un grup dedicat a aquesta temàtica. El 1983 Cause for Alarm es va dissoldre per mor de divergències sobre l'orientació del grup.
El 27 de novembre de 1994, Cause for Alarm va tocar en un concert de reunió al Wetland Cub de Nova York, amb el cantant Keith Burkhardt, el guitarrista Alex Kinon, el baixista Joe Orgera i el bateria Tony Scaglione (ex-Slayer, ex-Whiplash). Victory Records va reeditar l'EP de debut amb una tirada de 7000 còpies. El 1995 també va aparèixer un treball compartit amb Warzone. La cançó «Beyond Life and Death» havia d'aparèixer al recopilatori P.E.A.C.E./War però, segons Burkhardt, va ser censurada pels textos religiosos, per la qual cosa «Time Will Tell» va substituir-la.
El 1996, Cause for Alarm va tocar per primer cop a Europa, amb Jason Banks com a nou guitarrista. El mateix any va aparèixer l'àlbum Cheaters and the Cheated, del qual se'n van distribuir 12.000 còpies. Incloïa, entre d'altres, la cançó «Burden», que havia d'aparèixer a l'EP de debut. La cançó va ser escrita per l'exguitarrista Alex Kinon, que havia portat la cançó de la seva banda de l'institut The Radicals. El 1997, Cause for Alarm va publicar l'EP Birth after Birth, amb les incorporacions del baixista Rude-T i el guitarrista Danny Marianino. Per a presentar el treball, el grup va tocar al CMJ de Nova York. Després, el bateria Scaglione va deixar la banda per a tornar a Whiplash. Al disc Beneath the Wheel, de 1998, el grup el formaven el cantant Burkhardt, el nou bateria Raeph Glicken, el guitarrista Jason Banks i el baixista Joe Orgera, ambdós s'havien reincorporat a la banda. El 1999, Burkhardt va bromejar dient que l'ocuparia dues setmanes enumerar totes les formacions de Cause for Alarm, tanmateix, estava orgullós de que la formació actual hagués durat un any. L'any 2000 Victory Records va publicar la compilació Nothing Ever Dies 1982-99.

## Estil
Matthias Mader en el seu llibre Nova York Hardcore. The Way it Was…, afirma que el primer EP de Cause for Alarm és una fita del hardcore thrash i les lletres denoten l'actitud positiva del grup envers la vida. Així, doncs, la cançó «United Races» reivindica la convivència pacífica de totes les persones. La cançó «Plastic Cylinder Express» de Cheaters ant the Cheated tracta de la dependència física i psicològica dels consumidors d'heroïna. A Beneath the Wheel les cançons estan millor estructurades que a Cheaters and the Cheated o Birth after Birth. Gairebé totes les cançons són de temàtica religiosa, però sense semblar un sermó. Homeless denuncia la manca d'habitatge a Nova York.
Segons el periodista Markus Kavka de Metal Hammer, Cause for Alarm, juntament amb Cro-Mags i Agnostic Front, és un dels grups pioners del hardcore de Nova York. Segons Henning Richter de Metal Hammer, que també va considerar el grup pioner, Beneath the Wheel suposa una millora en comparació amb els treballs anteriors.

## Discografia
- 1982: Cause for Alarm (EP, DIY)[11]
- 1995: Cause for Alarm / Warzone (compartit, Victory Records)
- 1996: Cheaters and the Cheated (Victory Records)
- 1997: Birth after Birth (EP, Victory Records)
- 1998: Beneath the Wheels (Victory Records)
- 1999: When Revolution Is A Secret ...Unity Is The Key / Lost In The USA (compartit amb Miozän, Grapes of Wrath)
- 2000: Nothing Ever Dies 1982-99 (compilació, Victory Records)